# 勵志會梁李秀娛紀念小學

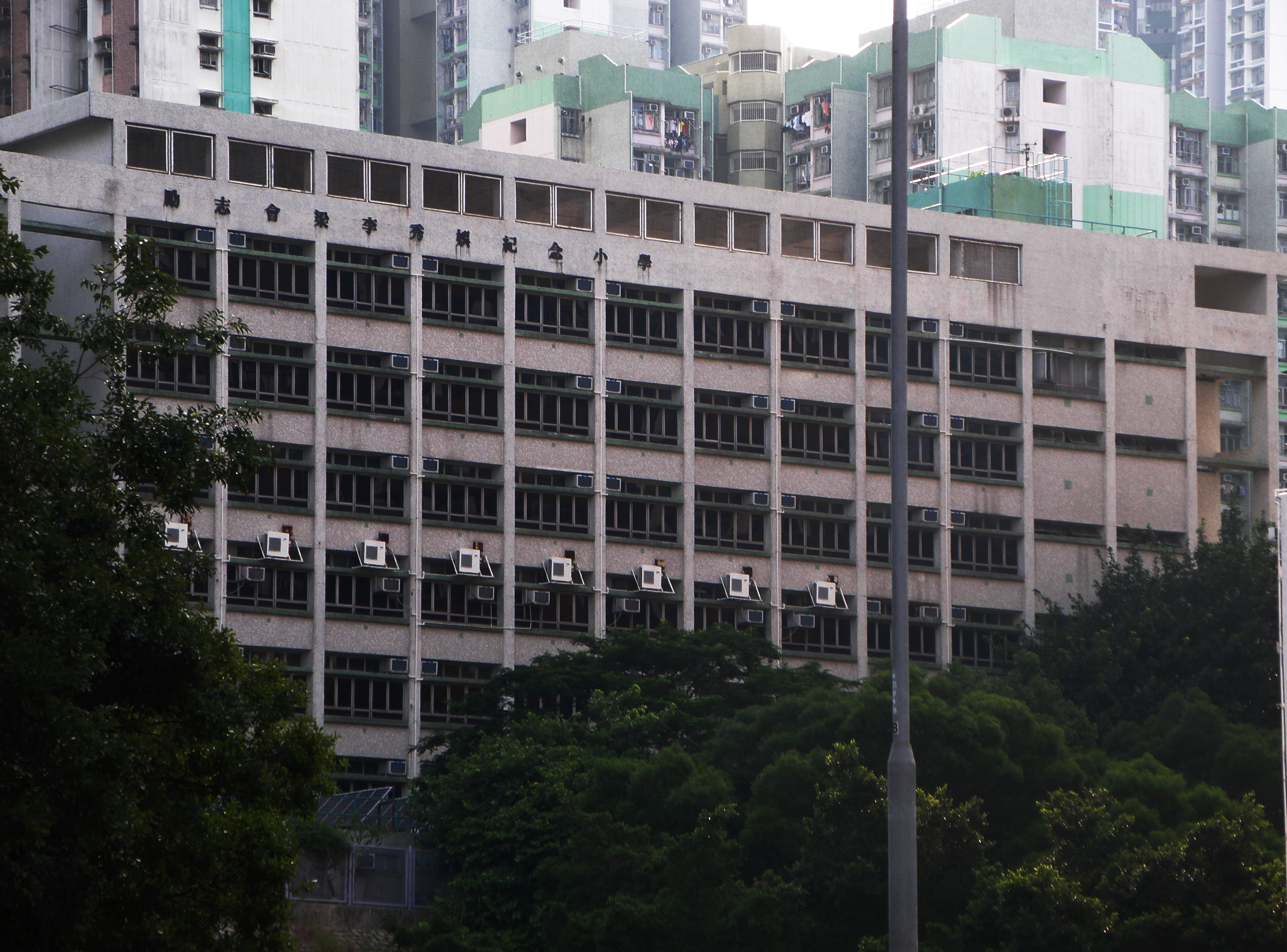
勵志會梁李秀娛紀念小學東北面

勵志會梁李秀娛紀念小學（英語：The Endeavourers Leung Lee Sau Yu Memorial Primary School）是香港一間全日制政府津貼小學，位於東區筲箕灣耀興道，於1994年創校。學校前身為勵志會馮瑞璋紀念小學（1971年創校，2000年停辦）。

## 校政管理
歷任校監
- 1996年－2004年：李陳勁秀女士[1]
- 2004年－2018年：龐李繼誠女士
- 2018年－2022年：陳文琬女士
- 2022至今：鄧慧蘭女士

歷任校長
- 1996年－2013年：區曜華先生[1]
- 1999年－2011年：梁宇欽先生[2]
- 2014年－2018年：陳錦汛先生
- 2018年－2022年12月：余忠權先生
- 2023年1月：馮婉婷女士（署任）
- 2023年－：陳桂英女士

歷任副校長
- 1994年－2016年：吳兆祥先生
- 2011年－2022年：周家駒先生
- 2016年－2022年：任文聖先生
- 2019年－2024年：馮婉婷女仕
- 2023年－：錢愛倩女仕
- 2023年－2025年：楊銳湘先生

## 辦學宗旨
以有教無類的宗旨，培養學生在德、智、體、群、美的五育均衡發展。培育學生獨立思考及自學的能力，以適應個人及社會發展的需要。

## 校舍及設備
校舍佔地9,000平方米，座落耀東邨東南面山腰、東盛苑對面，校園內外種有花木，並劃有綠化區供學生種植。設有33間課室、製作音樂室、常識室、舞蹈室、英語角、籃球場、4個操場，創意館，電腦室，校園電視台，視藝室等，亦設太陽能廚餘廢物處理設施。

## 特色課
透過主題學習（Theme-based project learning），學生認識聯合國17個可持續發展目標的其中7個目標與自身的關係及世界兒童共同的目標，擴闊視野，培養「可持續發展」的思維及生活習慣。

## 課外活動
勵志會梁李秀娛紀念小學開設不同的課外活動，並在校際朗誦及集誦、全港學校英語話劇比賽及香港武術聯會主辦的團體賽取得前列成績。

## 訪問
曾到訪此校的主要官員或機構，包括前政務司司長林瑞麟、醫院管理局前主席胡定旭、澳門／深圳教育部門及南非政府訪問團等。

## 著名/傑出校友
- 鄧伊婷：香港女演員及模特兒（2002年小六）[3]

## 資料來源
1. 1 2  家庭與學校合作事宜委員會. . 2000  [2022-12-27]. 原始内容存档于2001-06-18.
2. ↑  家庭與學校合作事宜委員會. . 2000  [2022-12-27]. 原始内容存档于2001-06-18.
3. ↑  .   [2018-11-27]. （原始内容存档于2019-06-13）.

## 外部連結
- 勵志會梁李秀娛紀念小學官方網頁 （页面存档备份，存于）
- 勵志會梁李秀娛紀念小學校友會官方網頁
- 勵志會梁李秀娛紀念小學家長教師會官方網頁
- 香港電台 笑容從家開始 校長訪問 （页面存档备份，存于）